# Шёнтайхен
Шёнтайхен (нем. Schönteichen) — упразднённая община в Германии, в земле Саксония. Подчинялась административному округу Дрезден. Входила в состав района Баутцен. Подчинялась управлению Каменц-Шёнтайхен.
Население составляло 2253 человека (на 31 декабря 2010 года).
Занимала площадь 44,96 км².
Коммуна была образована 1 марта 1994 года. 1 января 2019 года в ходе территориально-административной реформы была упразднена. Все населённые пункты, входившие коммуну, вошли в городские границы Каменца в статусе самостоятельных сельских общин.
Община подразделялась на 9 сельских округов:
- Била
- Брауна
- Куннерсдорф
- Либенау
- Петерсхайн
- Рорбах
- Хаусдорф
- Швосдорф
- Шёнбах

## Население
| Год  | Численность | Численность |
| ---- | ----------- | ----------- |
| 2017 | 2095        | [ 1 ]       |